# Raie tellurique
Ne doit pas être confondu avec Rayonnement tellurique.
Une raie tellurique est une raie spectrale trouvant son origine dans l'atmosphère terrestre. Les principales raies telluriques viennent de l'eau, du dioxygène, de l'ozone, etc. Ces raies telluriques empêchent les astronomes d'observer dans certaines longueurs d'onde depuis le sol. Ces bandes d'absorption expliquent notamment les « trous » entre les bandes spectrales du domaine infrarouge utilisées depuis le sol.